# Опсерваторија Азијаго
Опсерваторија Азијаго је насеље у Италији у округу Виченца, региону Венето.
Према процени из 2011. у насељу је живело 8 становника. Насеље се налази на надморској висини од 1035 м.